# Wiesau

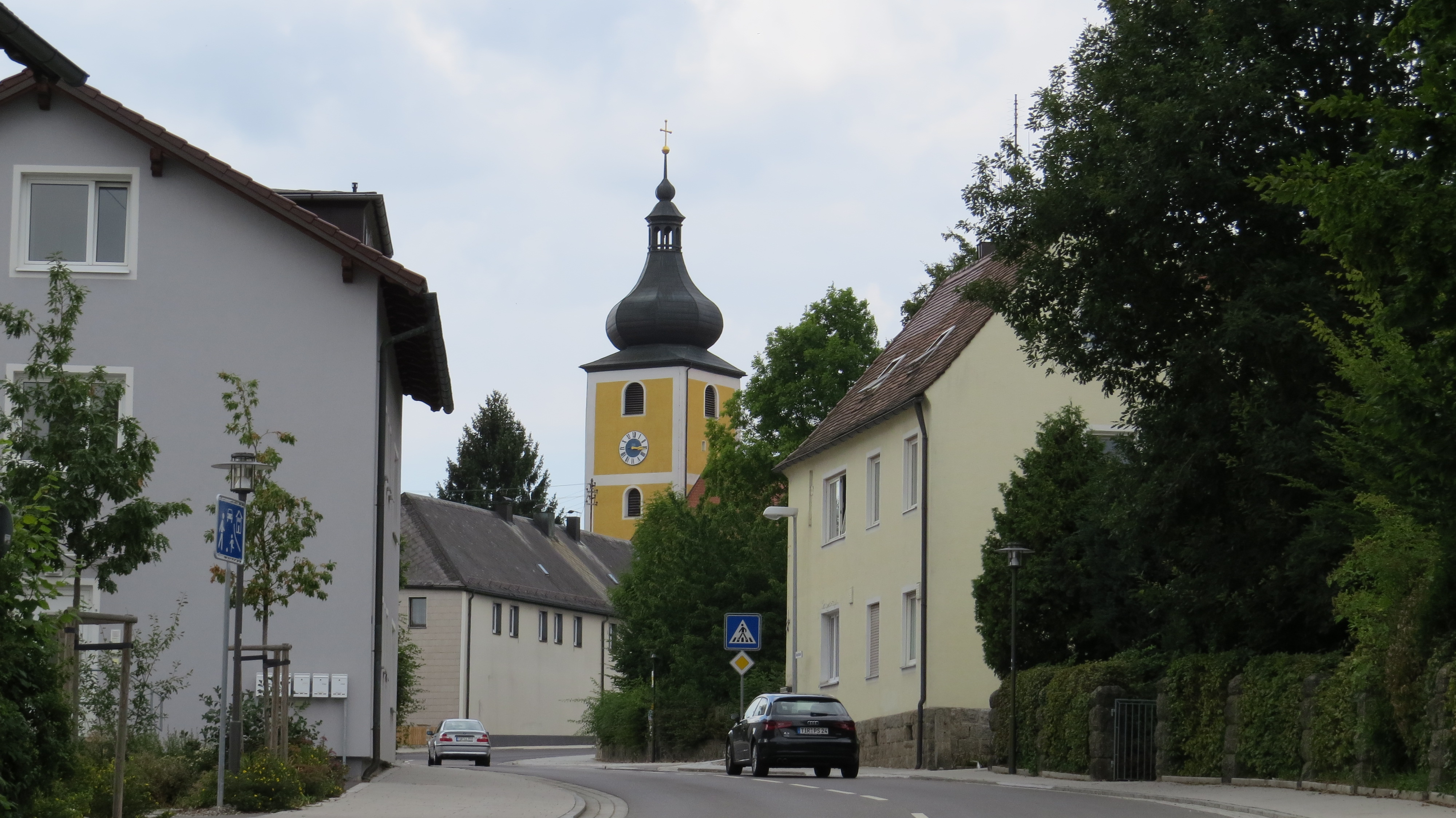
Hauptstraße in Wiesau

Wiesau ist eine Marktgemeinde im Oberpfälzer Landkreis Tirschenreuth und zählt zur Metropolregion Nürnberg.

## Gemeindegliederung
Es gibt 14 Gemeindeteile (in Klammern ist der Siedlungstyp angegeben):
- Elsenmühle (Einöde)
- Hechtmühle (Einöde)
- Hurtingöd (Einöde)
- König-Otto-Bad (Einöde)
- Kornthan (Dorf)
- Leugas (Dorf)
- Muckenthal (Weiler)
- Mühlhof (Weiler)
- Schönfeld (Dorf)
- Schönhaid (Dorf)
- Tirschnitz (Dorf)
- Triebendorf (Dorf)
- Veitmühle (Einöde)
- Wiesau (Hauptort)

## Geschichte

### Anfänge
Das Gebiet rund um Wiesau im Nordgau wurde vor dem 11. Jahrhundert besiedelt. Der Name des Ortes wurde zum ersten Mal in der Zeit von 1220 bis 1246 als „Wysa“ urkundlich erwähnt. Im Jahr 1281 wurde er als „Wisa“ bezeichnet, 1438 als „Wisach“, 1622 als „Wisach alias (<oder>) Wisaw, siue (<oder>) Wisa“, 1665 als „Wisaw“ und 1811 schließlich in der heute gültigen Schreibweise des Ortsnamens.
Im Jahr 1281 wurde Wiesau als erbuntertäniger Besitz des Klosters Waldsassen erwähnt und gehörte zu dessen Stiftland bis zur Säkularisation 1803. Er kam in der Folge zu Bayern. Die Herstellung der gemeindlichen Selbstverwaltung erfolgte über das Zweite Gemeindeedikt vom 17. Mai 1818.

### Religionen

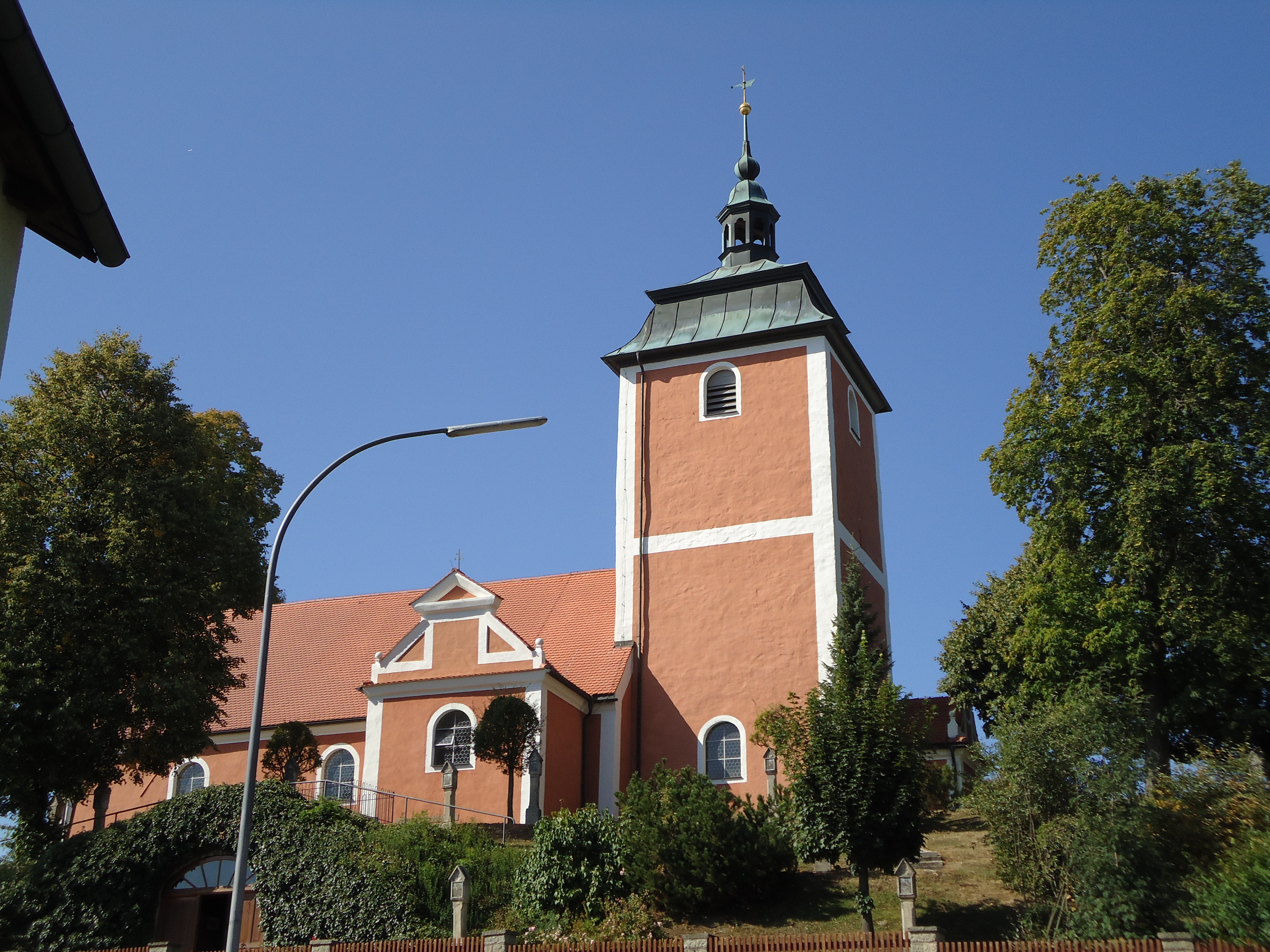
Die Kreuzbergkirche auf dem Kreuzberg

Neben der Kreuzbergkirche, dem Wahrzeichen von Wiesau, gibt es die katholische Pfarrkirche St. Michael und die evangelische Auferstehungskirche. Die Altäre der Kreuzbergkirche wurden vom Waldsassener Bildhauer Karl Stilp gefertigt. Die Bevölkerungsmehrheit ist römisch-katholisch.

### Eingemeindungen
Im Zuge der Gebietsreform in Bayern wurden am 1. Januar 1978 die ehemalige Gemeinde Schönhaid mit den Gemeindeteilen Leugas und Schönhaid und aus der ehemaligen Gemeinde Voithenthan die Gemeindeteile Kornthan, Muckenthal und Mühlhof in den Markt Wiesau eingegliedert.

### Einwohnerentwicklung
Seit dem Bau der Bahnlinie Regensburg – Hof (Saale) und dem Ende des Zweiten Weltkriegs im Mai 1945 nahm die Zahl der Einwohner durch die Aufnahme von Heimatvertriebenen, meist aus dem Egerland, zu. Mitte der 1990er Jahre pendelte sie sich auf 4800–4900 ein. Im Jahr 2006 hatte der Ort etwa 4300 Einwohner. Der starke Einwohnerschwund von zwölf Prozent ist auf fehlende Arbeitsplätze und Zukunftsperspektiven für junge Leute in der gesamten Region zurückzuführen. Zwischen 1988 und 2018 sank die Einwohnerzahl von 4613 auf 4029 um 584 bzw. um 12,7 %.

## Politik

### Gemeinderat
Die Gemeinderatswahlen seit 2008 ergaben folgende Stimmenanteile und Sitzverteilungen:
| Partei/Liste | Sitze | Sitze | Sitze |
| Partei/Liste | 2020  | 2014  | 2008  |
| ------------ | ----- | ----- | ----- |
| CSU          | 9     | 10    | 11    |
| SPD          | 2     | 2     | 2     |
| Freie Wähler | 5     | 4     | 3     |

### Bürgermeister
Erster Bürgermeister ist Toni Dutz. Seine beiden Stellvertreter sind seit Mai 2020 Michael Dutz als zweiter Bürgermeister, und André Putzlocher, der das Amt als dritter Bürgermeister seit Mai 2017 innehat. Alle drei gehören der CSU an.

### Wappen
| | Blasonierung: „In Silber ein aufgerichteter, golden bewehrter roter Drache, der in den Pranken ein silbernes Schildchen hält, darin ein blauer Balken.“ |
| Wappenbegründung: Der Drache stammt aus dem Wappen des Klosters Waldsassen; der silberne Schild mit blauem Balken ist das heraldische Zeichen der Landgrafen von Leuchtenberg. Seit der Markterhebung am 1. April 1933 führt Wiesau ein eigenes Wappen. | |

### Partnergemeinden
- Rettenberg, Deutschland (2005)
- Duránda, Ungarn (2024)

## Bau- und Bodendenkmäler
- Burg Wiesau
- Katholische Pfarrkirche St. Michael
- Kreuzbergkirche

### Kornthaner Weiher
Der Kornthaner Weiher gehört mit einer Größe von 16 Hektar zu den größten Teichen der Tirschenreuther Teichpfanne und liegt südwestlich der Marktgemeinde Wiesau an der Staatsstraße 2169 in dem Ortsteil Kornthan. Er wurde zwischen 1320 und 1380 vom Kloster Waldsassen auf den Wiesen der Kornthaner Bauern mit Dämmen aufgeschüttet. Die Kornthaner wurden zur Entschädigung für die verlorenen Flächen von Fronarbeit und einem Teil ihrer Zehentabgaben befreit. Der Teich kam 1571 nach der Reformation kam in den Besitz des Pfälzischen Kurfürsten Friedrich III.  Es war Friedrich V. von der Pfalz, der sich 1618 um die böhmische Königskrone bewarb. Um die dafür nötigen Geldmengen zu beschaffen, verkaufte der Winterkönig im selben Jahr den Weiher für 1.100 Gulden zu gleichen Teilen an sechs Kornthaner Bauern, das entsprach damals etwa dem Wert von elf großen Bauernhöfen. Der Kornthaner Weiher ist heute noch im Besitz der vier anliegenden Bauernhöfe: Zrenner (Hausname Aslbauer), Maierhöfer (Griesl), Stock (Walz) und Kraus (Leiß). Der Kornthaner Weiher erhielt im Jahr 2005 die Auszeichnung Historischer Teich. Neben verschiedenen Sommer- und Wintersportangeboten werden im Weiher hauptsächlich Karpfen, Rotaugen und Schleien gefangen.

### Seidlersreuther Weiher
Der Seidlersreuther Weiher von Wiesau gehört mit einer Größe von 15 Hektar und einer maximalen Tiefe von 2,5 m zu den größten Teichen der Tirschenreuther Teichpfanne und liegt direkt an der Staatsstraße 2170 südlich von Wiesau nach Falkenberg und ist für seinen Wallerbesatz bekannt, Fänge von über 30 kg sind nicht selten. Ferner wird er zur Angelfischerei von Schleie, Hecht, Zander, Aal und Weißfische genutzt. Ritter Marquard von Redwitz belehnte im Jahre 1376 vom Kloster Waldsassen eine Landfläche zwischen der schönen Heide (heute Schönhaid, Ortsteil von Wiesau) und Setleßreut (heute Seidlersreuth, Ortsteil von Falkenberg), um dort einen Weiher zu schütten. Beim Teichbau bis zum Jahre 1387 machte man sich natürliche Senken zu Nutze und schüttete einen stablilen 80 m langer Damm auf, Erdbewegungen in der Fläche fanden kaum statt. 1402 gelangte der Teich mit dem Dorf Seidlersreuth in den Besitz des Klosters Waldsassen und wurde 1620 nach der Säkularisation mit dem oberhalb liegenden Stöckinger-Teich um 700 Gulden an Benedict Schneider von Schönhaid verkauft, über fiel 1666 nach einem weiteren Verkauf und als Mitgift in den Besitz des Wastlbauers von Tirschnitz.

## Wirtschaft und Infrastruktur

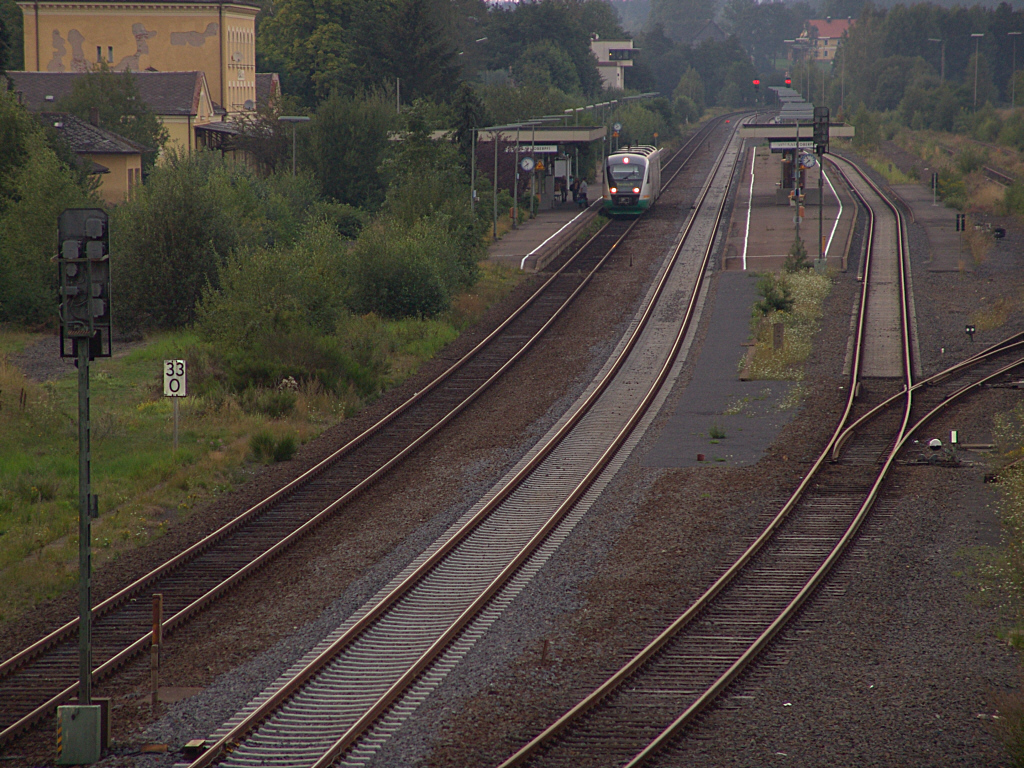
Bahnhof mit Bahngelände

### Unternehmen
- Wiesauplast, Kunststoffhersteller
- Brunnenverwaltung König Otto-Bad E. Büttner GmbH & Co.KG, Mineralbrunnenbetrieb[13]

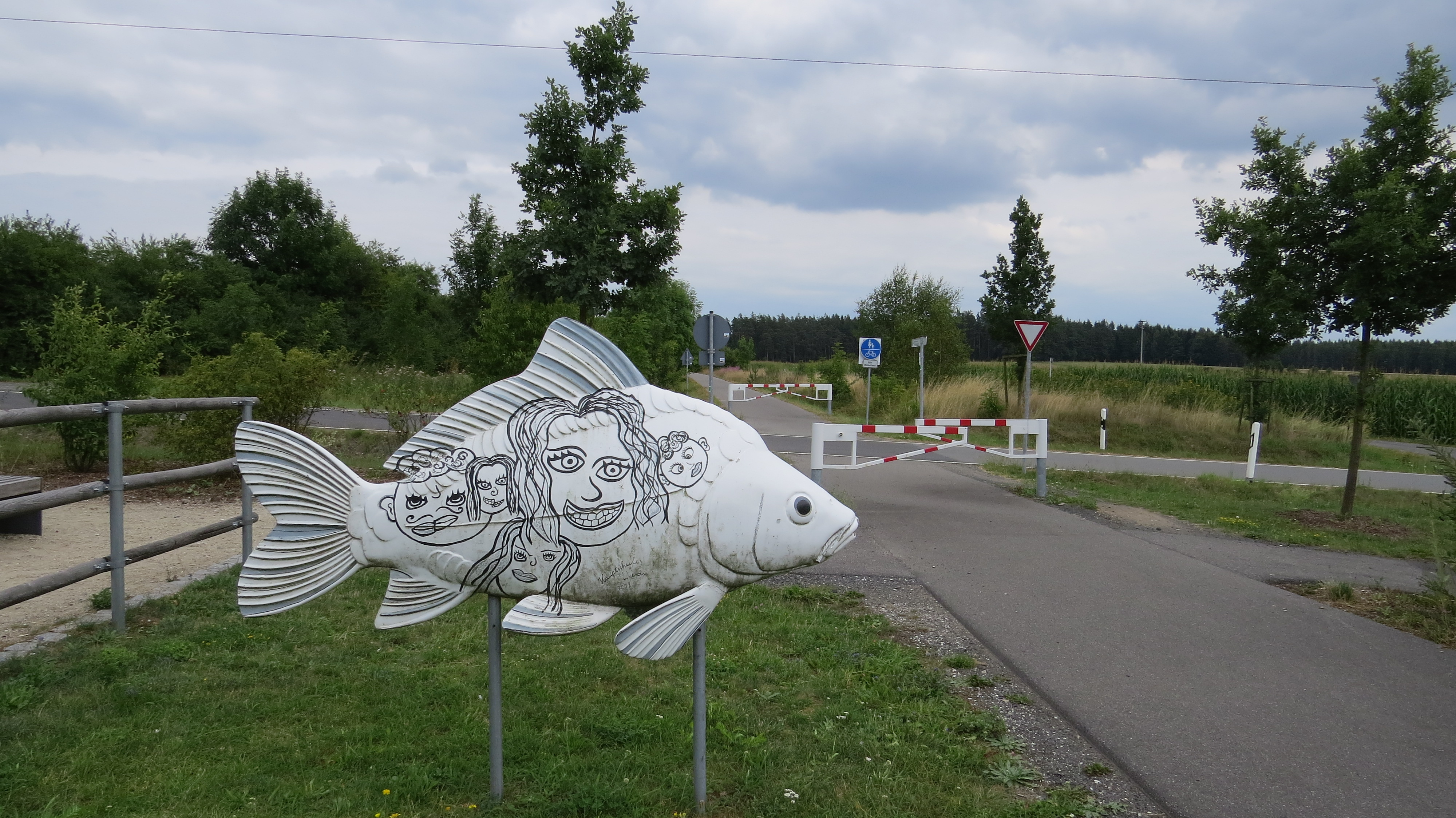
Vizinalbahnradweg bei Wiesau

### Verkehr
Wiesau liegt an der Bundesautobahn 93 Regensburg – Hof mit der Anschlussstelle (Nr. 18) Wiesau. Die Staatsstraße 2169 umfährt Wiesau im Süden. Durch Wiesau führt die Bahnstrecke Weiden–Oberkotzau, Teil der überregionalen Verbindung Regensburg–Hof, mit dem einzigen Regionalexpresshalt dieser Strecke im Landkreis am Bahnhof Wiesau. Bus- und Bahnverbindungen gibt es ins benachbarte Tschechien sowie nach Regensburg, München und Nürnberg.

### Öffentliche Einrichtungen
Katholische Kindergärten:
- Kindergarten St. Elisabeth
- Kindergarten St. Josef

## Bildung
- Grund- und Mittelschule
- Staatliche Berufsschule (überregionaler Sprengel für Rollladen- und Sonnenschutzmechatroniker, Betonbauer und Verfahrensmechaniker, außerdem Sprengel für Fachinformatiker Anwendungsentwicklung in der Oberpfalz)
- Berufsschule Plus (Erwerb der Fachhochschulreife durch Zusatzunterricht während der Berufsausbildung)
- Staatliche Berufsfachschule für gastgewerbliche Berufe (erstes Ausbildungsjahr für Köche, Restaurantfachleute, Hotelfachleute und Fachleute für Systemgastronomie)
- Staatliche Berufsfachschule für Hotel- und Tourismusmanagement (in drei Jahren zum staatlich geprüften Assistenten und zur Fachhochschulreife)
- Staatliche Berufsfachschule für IT-Berufe (dreijährige, vollzeitschulische Ausbildung zu Informatikkaufleuten oder Fachinformatikern Anwendungsentwicklung)
- Staatliche Fachschule für Wirtschaftsinformatik (staatlich geprüfter Wirtschaftsinformatiker) mit Zweig für Informatiktechnik (staatlich geprüfter Informatiktechniker)

## Persönlichkeiten

### Ehrenbürger
Otto Kärner aus Wiesau baute die Kärner AG, ein Unternehmen für Damenoberbekleidung, auf. Er starb im Jahre 2005 in seiner Wahlheimat Rottach-Egern.

### Söhne und Töchter der Stadt
- Christina Baumer (* 1986), Schauspielerin, Regisseurin, Autorin und Produzentin
- Werner von Blon (1929–2009), Oberbürgermeister der Stadt Zweibrücken von 1980 bis 1993
- Gustl Schön (1929–1997), Politiker (CSU), Mitglied des Bayerischen Landtags
- Walther Zeitler (1923–2006), Journalist und Autor